# Lysibia
Lysibia is een geslacht van insecten uit de orde vliesvleugeligen (Hymenoptera) en de familie Ichneumonidae.

## Soorten
- L. ceylonensis (Kerrich, 1956)
- L. longicornis Townes, 1983
- L. mandibularis (Provancher, 1875)
- L. nana (Gravenhorst, 1829)
- L. nanus (Gravenhorst, 1829)
- L. polita Townes, 1983
- L. retusa Townes, 1983
- L. tenax Townes, 1983
- L. trochanterica Townes, 1983
- L. truncata Townes, 1983